# Barão de Melgaço
Barão de Melgaço is een gemeente in de Braziliaanse deelstaat Mato Grosso. De gemeente telt 7.851 inwoners (schatting 2009).